# Katarzyna Kulczak
Katarzyna Maria Kulczak (Bydgoszcz, 25 de setembre de 1954) és una esportista polonesa que va competir en piragüisme en la modalitat d'aigües tranquil·les. Va guanyar una medalla de bronze al Campionat Mundial de Piragüisme de 1975 celebrats a Belgrad a la prova de K2 500 m. i participà en els Jocs Olímpics de Mont-real (1976), on va finalitzar sisena a la competició de K2 500 m.